# 갯마을 (1982년 드라마)
《갯마을》은 1982년 7월 31일에 방영된 TV문학관이다.

## 줄거리
어느 조그만 갯마을이 있다. 이 갯마을에는 유난히 과부가 많이 살고 있다. 젊은 해순이(조옥희)의 남편도 결혼 후 얼마 지나지 않아서 고기를 잡으로 바다로 나갔다가 결국 돌아오지 못했다. 그 마을에 사는 과부들은 모이기만 하면 사내 이야기 꽃을 피우는데...

## 출연
- 조옥희
- 주현
- 백수련
- 김성환
- 서승현
- 김상락
- 신수강
- 방숙례
- 김영순
- 김하림
- 오기환
- 이주실
- 김동완
- 김순구
- 장칠군
- 박승규
- 이두섭